# Protorothyrididae
De Protorothyrididae zijn een familie van uitgestorven reptielen die leefden van het Laat-Carboon tot het Midden-Perm.

## Onderzoeksgeschiedenis
De familie werd in 1937 benoemd door Llewellyn Ivor Price.
Traditioneel werden vele soorten in de Protorothyrididae ondergebracht zoals Hylonomus lyelli, Paleothyris acadiana, Brouffia en Coelostegus. Er werd gedacht dat ze de allereerste reptielen omvatten. Dat feit alleen als zou ze parafyletisch maken, een reeks afsplitsingen richting late reptielen die geen natuurlijke groep vormen. Modern kladistisch onderzoek bevestigde dit. Toch bleek het begrip niet geheel nutteloos want het typegeslacht Protorothyris bleek in sommige analyses een aparte tak of klade te vormen met Anthracodromeus en Cephalerpeton. Het is echter de vraag waar die tak precies staat. Deze soorten kunnen een basale positie in de Eureptilia innemen, meer afgeleid dan de Captorhinidae en Hylonomus maar onder de Araeoscelidia. In 2022 had een analyse echter tot uitkomst dat Protorothyris een stam-amnioot was als zustertaxon van de Captorhinidae.

## Kenmerken
Afgaande op de kenmerken van het gebit en de geringe lichaamsafmeting waren de Protorothyrididae vermoedelijk insectenjagers. Het lichaam nabij borst- en halsstreek was zeer krachtig ontwikkeld. Anthracodromeus is een van de eerste gewervelden die aanpassingen toont aan een klimmende levenswijze.